# Myxohyboella
Myxohyboella is een geslacht van rechtvleugeligen uit de familie doornsprinkhanen (Tetrigidae). De wetenschappelijke naam van dit geslacht is voor het eerst geldig gepubliceerd in 1991 door Shishodia.

## Soorten
Het geslacht Myxohyboella  is monotypisch en omvat slechts de volgende soort:
- Myxohyboella srivastavai (Shishodia, 1991)